# Колесище (Київська область)
Колесище — колишнє село в Миронівському районі Київської області.

## Стислі відомості
Згадується в «Тарифі подимного податку 1754 року». 1800 року Тулинці разом з Великим Букрином, Малим Букрином, Колесищем і Ромашками були подаровані головному управителю Станіслава-Августа Понятовського Ф. Ячевському.
1931 року в селі створено колгосп «Третій вирішальний».
В часі Голодомору 1932—1933 років від нелюдської смерті померло не менше 34 людей.
1959 року села Малий і Великий Букрин, Ромашки та Колесище були об'єднані в одну сільську раду — Малобукринську, три колгоспи об'єдналися в один.
Знаходилось біля села Малий Букрин (нині — його східна частина).